# 久保みのり
久保 みのり（くぼ みのり、2006年9月29日 - ）は、日本の女性タレント（元子役）。愛知県出身。

## 略歴
2014年、ブリッジプロモーションに所属し、芸能界にデビュー。2018年、スターダストプロモーション名古屋営業所に移籍。2025年6月スターダストプロモーションを退所。

## 出演

### テレビ番組
- みやーちのいいモノ見つけ旅（メ〜テレ）
- Let's天才てれびくん（NHK Eテレ、2016年4月4日 - 2017年3月30日）- てれび戦士
- ドデスカ（メーテレ） - 学生リポーター

### ラジオ番組
- ドラ魂キング（CBCラジオ）、2023年5月5日、2024年8月20日

### 映画
- BISHU 〜世界でいちばん優しい服〜（2024年10月11日、イオンエンターテイメント） - 立野 役[1][2]

### プロモーションビデオ
- 中京テレビ放送 新CI紹介ビデオ

### CF
- Honda Cars（2014年）
- パナホーム（2014年）
- 中部電力 浜岡原子力館（2014年）
- ペットショップワンラブ「あなたを待っている編」（2015年） - 子供 役
- めんたいパークとこなめ（2015年）
- 中京テレビハウジング（2015年）
- アクア・トトぎふ（2015年）
- クレール（2015年）
- ブライダルハウス Fino（2017年）
- NDS

### スチール
- 物語コーポレーション
- 名古屋学院大学
- 家の森
- イオンモール各務原
- イオンモール岡崎
- 安江工務店
- ホシザキ電機

## 声の出演

### CF
- 南知多ビーチランド（2014年）
- マックスバリュ（2015年）
- 大塚屋（2015年）
- フタバ

### その他
- 名古屋防災ビデオ
- マックスバリュ 火曜市